# Станоје Главаш
Станоје Стаматовић, познатији као Станоје Главаш (Глибовац, 21. фебруар 1763 — Баничина, 15. фебруар 1815) био је хајдук пре устанка, војвода у Смедеревској нахији, један од могућих кандидата за вођу устанка и један од најистакнутијих старешина и јунака у Првом српском устанку. Био је предвиђен за вођу Првог српског устанка (1804), али је на његов предлог изабран Карађорђе Петровић. Његово јунаштво опевано је у народним песмама, а Ђура Јакшић је о њему написао истоимену драму.

## Биографија
Рођен је у селу Глибовцу, код Смедеревске Паланке, од оца Димитрија и мајке Марице, који су се у тај крај доселили из једног планинског села у близини Дебра, бежећи од турског зулума и сукоба са њима. После Станоја су рођени брат Ђока и сестра Стана. Када је Станоје имао свега 14 година, око јесени 1777. године, при скупљању харача, Турци су претукли оца, пред целом породицом, после чега је овај пао у постељу, а затим умро. После очеве сахране, да би га сачувала од тешких послова на селу, мајка је Станоја дала на абаџијски занат код очевог познаника Среје у Паланци. Мајка се после тога преудала за Петра Станића, удовца са двоје деце, па је отишла са Ђоком и Станом да живи у Селевцу. Са Петром је после тога добила још једног сина и ћерку.
Станоју је занат ишао добро. Код Среје је осим заната, научио да чита и пише. Среја му је затим помогао да отвори сопствену радњу и предао му део клијената. У кућу му је после тога дошао дунђер Борисав Петровић из Неготинске Крајине, па су они после заједно отворили и дунђерску радњу. Како су му оба посла добро ишла и имање се увећало, Станоје убрзо довео код себе брата Ђоку и сестру Стану да му помажу.

### Први српски устанак
На позив Карађорђа да се придруже борби против Турака, Станоје се одазвао видевши да су се придружили и његови земљаци из Глибовца. Његово прво учешће почело је приликом освајања тврђаве Рудник. Карађорђе га је брзо заволео, Станоје га је свуда пратио и постао његова десна рука. У борбама код Баточине је рањен.
Истакао се у боју на Делиграду и опсади Београда. Станоје Главаш је са 2.500 пешака, 500 коњаника и једним дрвеним окованим топом почетком септембра 1806. године ослободио Прокупље од Турака, а већ сутрадан устаници су ослободили и Куршумлију.

### После устанка
Главаш је због своје хајдучке прошлости, учешћа у Првом српском устанку и популарности међу рајом био стално под пратњом људи Сулејман-паше Скопљака. Турци су га убили на Сретење 15. фебруара 1815. године по налогу Сулејман паше, после пропасти Хаџи-Проданове буне, искасапивши цело његово тело и одсекавши му главу, у селу Баничина поред Смедеревске Паланке. У близини места погибије, у једној јарузи поред пута, првобитно је био и сахрањен. Главу су Турци однели Сулејман-паши на увид, после чега је дуго стајала окачена на ченгел испред Стамбол капије, а затим је нестала, да би се касније појавила сахрањена са телом. Постоје две верзије приче о томе како је глава доспела до гроба:
- главу је кришом ноћу скинула његова полусестра Марија из Дубоне
- главу је откупила његова сестра Стана од једног Турчина, крадом, од дела Станојевог блага

Баничанци су 1902. године основали Одбор за подизање споменика Станоју Главашу. Подигли су му камену гробницу, у дворишту цркве Светог Архангела Гаврила (подигнуте 1892. године), у којој су га поново сахранили 26. маја 1902. Споменик је добро очуван и на њему пише:
```
              СТАНОЈЕ ГЛАВАШ
                  војвода
              Рођен у Глибовцу
            Погинуо 1815 год. у Бањичине
Кости пренете и сахрањене 26. маја 1902. године.

Овај споменик је подигнут прилозима племенитих Срба.
```

У писму из 1816. године Христифор Обреновић пишући свом стрицу кнезу Милошу наводи да је „Карађорђе био слуга код Главаша Станоја“.

## Потомци
Једини Станојеви потомци су по линији његовог брата Петра, презиме су променили у Петровићи, по старом српском обичају када најстарији син узима презиме по очевом имену, и живе у Смедереву. Станојева породична лоза повезана је још са лозом Хајдук Вељка Петровића, пошто је Станоје за њега удао Петрову ћерку. Потомци Хајдук Вељка (Хајдуквељковићи), данас живе у Смедереву.
1930-их је у Крушевцу живела Персида Радојковић-Главашевић, унука Станојевог брата Милосава који је био оборкнез у Бивољу. Њена три сина Милан, Миливоје и Љубомир су погинули у Првом светском рату.

## Сећање на Станоја Главаша
- Ђура Јакшић је написао драму „Станоје Главаш“, ова историјска драма је једна од три Јакшићеве драме и приказује се у многим позориштима.
- Миладин Стевановић је 2005. објавио књигу „Станоје Главаш“ на 404 стране.  978-86-7712-065-8. (издавач „Књига комерц“, Београд).
- Споменик Станоју Главашу у Глибовцу
- ОШ „Станоје Главаш” Глибовац